# リンコウン・エンヒキ・オリヴェイラ・ドス・サントス
リンコウン（Lincoln）ことリンコウン・エンヒキ・オリヴェイラ・ドス・サントス（ポルトガル語: Lincoln Henrique Oliveira dos Santos、1998年11月7日 - ）は、ブラジルのサッカー選手。ポジションはMF。

## クラブ歴
2015年にグレミオFBPAでトップチームに昇格。2017年にチャイクル・リゼスポルに、2018年にアメリカ・ミネイロに期限付き移籍。
2019年夏にCDサンタ・クララに完全移籍した。

## 代表歴
U-17代表として2015 南米U-17選手権、2015 FIFA U-17ワールドカップに参加した。

## タイトル
チャイクル・リゼスポル
- 1.リグ:2017-18